# Frans Rombouts
Frans Rombouts (Herentals, 17 september 1955 - Schoten, 6 augustus 2024) was een Belgisch ondernemer en bedrijfsleider.

## Levensloop
Frans Rombouts studeerde rechten en notariaat aan de Universiteit Antwerpen en de Katholieke Universiteit Leuven en behaalde een MBA aan de Handelshogeschool Antwerpen.
Hij ging in 1974 aan de slag bij brouwerij Artois, waar hij zes jaar als juridisch adviseur en verkoopdirecteur verbleef. Nadien werkte hij acht jaar bij vleeswarengroep Pluma, waar hij marketingdirecteur Benelux en algemeen directeur Nederland was. In 1992 maakte Rombouts de overstap naar McCain Foods België, waar hij CEO werd en het bedrijf met de verkoop van frieten en diepvriespizza's in België op de kaart zette. In 1994 werd hij CEO van zuivelbedrijf Comelco, een dochter van de Nederlandse groep Campina.
Begin 2000 werd Rombouts in opvolging van André Bastien gedelegeerd bestuurder van De Post. Hij voerde er verschillende moderniseringen door; hij lanceerde er een strategisch plan om het postbedrijf voor te bereiden op de liberalisering die was aangekondigd tegen 2003. Ook stelde hij een nieuw directieteam samen, legde hij de basis voor de Georoute, de splitsing van het netwerk in een A- en B-poot, de splitsing van Mail- en Retail-kantoren en de opbouw van nieuwe sorteercentra. Rombouts' hervormingen botsten op politieke weerstand en in december 2001 werd hij ontslagen. Johnny Thijs volgde hem als CEO op. In 2002 schreef hij een boek over zijn carrière bij De Post.
Na zijn carrière bij De Post werd hij CEO van de Britse voedingsgroep Uniq Foods Northern Europe (tot 2010) en kwam hij aan het hoofd te staan van de Columbus Steel Group, de holding boven twee metaalbedrijven die hij in 2003 kocht.
Frans Rombouts overleed in 2024.